# Rattus pyctoris
Rattus pyctoris (пацюк гімалайський) — один з видів гризунів роду пацюків (Rattus).

## Поширення
Країни поширення: Афганістан, Бангладеш, Бутан, Китай (Гуандун, Сичуань, Юньнань), Індія, Іран, Казахстан, Киргизстан, М'янма, Непал, Пакистан, Таджикистан, Узбекистан. Зустрічається на висотах від 1200-4250 м над рівнем моря. Цей вид зустрічається в гірських місцях проживання: у скелях, поблизу гірських вершин. Також мешкає на оброблюваних землях, часто поблизу житлових районів.

## Морфологія
Гризуни середнього розміру, голова та тіло завдовжки 140—165 мм, хвіст — 135—178 мм, стопа — 32—34 мм, вухо — 20—25 мм.

## Зовнішність
Верхні частини тіла світло-коричневі з сірими відблисками, а вентральні частини білуваті. Вуха густо вкриті короткими волосками. Хвіст трохи коротший, ніж голова і тіло, покритий дрібними волосками, білястою в нижній частині, темно вгорі, без пігменту знизу.

## Таксономія
Має 3 підвиди:
- R.p.pyctoris: індійські штати Джамму та Кашмір, Гімачал-Прадеш, Уттаракханд, Сіккім, Аруначал-Прадеш, північний Асам; Непал, Бутан; Північна М'янма, китайські провінції Юньнань, Сичуань, Гуандун;
- R.p.shigarus (Miller, 1913): Північний Пакистан: Північні території, Азад Кашмір;
- R.p.turkestanicus (Satunin, 1903): центрально-східний Іран, західний, центральний та північно-східний Афганістан; Південно-східний Узбекистан, південно-східний Казахстан, західний Киргизстан, центральний і західний Таджикистан.

## Загрози та охорона
Немає серйозних загроз для цього поширеного і адаптованого виду. Ймовірно, присутній у ряді охоронних територій.